# Netretić
Netretić – wieś w Chorwacji, w żupanii karlowackiej, w gminie Netretić. W 2011 roku liczyła 58 mieszkańców.